# Gastón Sangoy
Gastón Maximiliano Sangoy (Paraná, 5 ottobre 1984) è un ex calciatore argentino, di ruolo attaccante.

## Palmarès

### Club

#### Competizioni nazionali
- Campionato argentino: 2

Boca Juniors: 2003-2004, 2005-2006
- Coppa di Cipro: 1

Apollon Limassol: 2009-2010

#### Competizioni internazionali
- Coppa Libertadores: 1

Boca Juniors: 2003
- Coppa Intercontinentale: 1

Boca Juniors: 2003
- Coppa Sudamericana: 2

Boca Juniors: 2004, 2005
- Recopa Sudamericana: 2

Boca Juniors: 2005, 2006

### Individuale
- Capocannoniere del campionato cipriota: 1

2013-2014 (18 gol, ex aequo con Jorge Filipe Monteiro e Marco Tagbajumi)